# Chichișa
Chichișa – wieś w Rumunii, w okręgu Sălaj, w gminie Românași. W 2011 roku liczyła 215 mieszkańców.